# Georg Lenk

Georg Lenk

Robert Georg Lenk (* 12. Dezember 1888 in Schreiersgrün; † zwischen 4. Juli 1946 und 30. Januar 1947) war ein deutscher Politiker in der Zeit des Nationalsozialismus, Mitglied des Reichstages und Gauwirtschaftsberater der NSDAP.

## Leben
Georg Lenk war der Sohn des Lohnstickmaschinenbesitzers Robert Lenk. Er besuchte die 1. Bürgerschule in Plauen und nahm 1903 eine kaufmännische Lehre in der Spitzen- und Stickereifabrik Reinhard Wagner auf. Gleichzeitig besuchte er bis 1906 die Handelslehranstalt zu Plauen. Nach mehreren Auslandspraktika gründete er im November 1911 eine eigene Spitzen- und Wäschefabrik, die er während des Ersten Weltkrieges 1916 kriegsbedingt schließen musste, da er zum Militärdienst eingezogen wurde. Bis Januar 1919 wurde er überwiegend beim Nachschub der Kraftfahrtruppe eingesetzt; 1910 war Lenk wegen einer chronischen Erkrankung nach wenigen Wochen Militärdienst entlassen worden. Im April 1919 ließ er die Produktion in seiner Fabrik wieder aufnehmen.
Lenk wurde 1924 Mitglied des Völkisch-Sozialen Blocks, einer Tarnorganisation der zu dieser Zeit verbotenen NSDAP. Offiziell trat Lenk zum 1. April 1930 der NSDAP bei (Mitgliedsnummer 227.841); zeitgenössische Quellen geben an, er sei bereits 1925 Parteimitglied gewesen. 1930 wurde er zum Stadtrat in Plauen und im September 1930 im Wahlkreis Chemnitz-Zwickau in den deutschen Reichstag gewählt.
Nach der Machtübertragung an die Nationalsozialisten wurde Lenk im Mai 1933 zum Wirtschaftsminister von Sachsen ernannt. Lenk schloss seine Fabrik in Plauen und zog nach Dresden, wo er in derselben Straße wie Gauleiter Martin Mutschmann wohnte. Lenk und Mutschmann kannten sich seit 1924; zwischen beiden bestand ein „Vertrauensverhältnis, was zur Förderung Lenks durch Mutschmann führte“. Nach der Ernennung Mutschmanns zum Ministerpräsidenten übernahm Lenk im Oktober 1935 zusätzlich das Arbeits- und Wohlfahrtsministerium von Georg Schmidt. Ab Januar 1936 war er Gauwirtschaftsberater der NSDAP für Sachsen; eine Funktion, die er bereits vor 1933 ausgeübt hatte. Im November 1934 trat Lenk in die SS ein (SS-Nummer 227.542). In der SS wurde er mehrfach befördert, zuletzt im Januar 1939 zum SS-Brigadeführer.
Georg Lenks persönlicher Referent war der SS-Standartenführer und spätere Regierungsdirektor Erich Rosig.
Als Wirtschaftsminister war Lenk 1933 mit den Folgen der Weltwirtschaftskrise konfrontiert, die in Sachsen zu einer hohen Arbeitslosigkeit und Problemen insbesondere in der Textilindustrie geführt hatte. 1933 versuchte Lenk erfolglos, den Export von Textilmaschinen zu beschränken, um die einheimische Industrie zu schützen. Trotz gesunkener Arbeitslosigkeit beklagte Lenk noch 1937 in einer Denkschrift die geringe wirtschaftliche Entwicklung in Sachsen, deren Ursachen er in der Abwanderung von Arbeitskräften, der Grenzlage und der geringen Berücksichtigung bei Rüstungsaufträgen sah.
Als Folge eines Zerwürfnisses mit Gauleiter Mutschmann verlor Lenk zwischen 1941 und 1943 seine Ämter in Staat und Partei. Als Hintergrund des Zerwürfnisses werden Ängste Mutschmanns vor innerparteilichen Konkurrenten für möglich gehalten. In Aussagen nach Kriegsende datierte Lenk erste Meinungsverschiedenheiten mit Mutschmann auf das Ende der 1930er Jahre. Im September 1941 verlor Lenk sein Amt als Gauwirtschaftsberater; im Oktober 1941 forderte Mutschmann ihn auf, seine insgesamt zwölf Posten in Aufsichtsräten sächsischer Unternehmen abzugeben. Im März 1943 verlor Lenk sein Ministeramt; die bisherigen Ministerien wurden als Abteilungen Mutschmann direkt unterstellt. Anfang 1944 wurde ein Parteiverfahren gegen ihn wegen mangelhafter Amtsführung und Missbrauchs seiner Dienststellung eröffnet, in dessen Ergebnis er eine strenge Verwarnung erhielt und ihm der Parteiausschluss angedroht wurde.
Ab 1. November 1944 war Lenk als Hauptsturmführer der Waffen-SS bei der „Leibstandarte SS Adolf Hitler“ im Zweiten Weltkrieg eingesetzt. Bei Kriegsende war er noch beim Bevollmächtigten für Kraftfahrzeug-Einsatz und -Erfassung des OKW eingesetzt. Lenk wurde am 1. Mai 1945 in Ehrenfriedersdorf von sowjetischen Truppen gefangen genommen und nach Moskau gebracht. Am 4. oder 10. Juli 1946 wurde er wegen Beihilfe zu Kriegsverbrechen und „konterrevolutionärer Tätigkeit“ zum Tode verurteilt. Ein Gnadengesuch wurde am 6. August 1946 abgelehnt, das genaue Datum seines Todes ist nicht bekannt. Beim Prozess gegen Gauleiter Mutschmann am 30. Januar 1947 war er bereits tot. Lenk hatte Mutschmann durch in den Jahren 1945 und 1946 entstandene Aussagen belastet.